# Ezpeleta (Argentina)
Ezpeleta en la provincia de Buenos Aires es una localidad del sudeste del partido de Quilmes (sur del Gran Buenos Aires, Argentina), en el margen derecho del Río de la Plata y limítrofe con los partidos de Berazategui y Florencio Varela.

## Historia
Después de la segunda fundación de Buenos Aires, el 11 de junio de 1580, los españoles realizaron el reparto de las tierras conquistadas. Dividieron el radio comprendido entre el Riachuelo hasta la actual ciudad de Campana en 29 parcelas, y el sector que ocupa la localidad fue otorgada a don Pedro de Izarra.
A fines del siglo XVIII llega a Montevideo desde España, don Salvador Joaquín de Ezpeleta, descendiente de una familia vasca. Luego se trasladó a Buenos Aires y más tarde a Santa Fe y Entre Ríos. Trajo tropas de carreta, una flota de veleros de cabotaje, saladeros, curtiduría, estaqueadora de cueros, café y billares y otros elementos. En Entre Ríos promovió, gestionó y creó un oratorio en "el pago de La Matanza", cuya primera misa es el hito fundacional de la actual ciudad de Victoria (Entre Ríos). En 1827 colaboró con el padre Castañeda en la fundación del colegio de anexo de artes y oficios en la ciudad de Paraná.
Su hijo Mariano de Ezpeleta, diputado por Santa Fe, ayudante del general Ramón Espindola durante la expedición al Paraguay, bajo el mando del general Juan Manuel Belgrano, compró tierras en Quilmes y estableció una estancia, posiblemente antes de 1828, ya que en los libros del archivo de la parroquia de Quilmes, en el año mencionado está asentada la defunción de Cristóbal Ezpeleta, negro al servicio de don Mariano.
Según la mensura N.° 194 de la dirección de Geodesia, del Ministerio de Obras Públicas de la provincia de Buenos Aires, el pueblo fue fundado el 19 de diciembre de 1904, por autorización el Superior gobierno de la provincia.
El 30 de agosto de 1973, por la Ley 8098, Ezpeleta fue declarada Ciudad.
En Ezpeleta se encuentran distintos grupos de Scout, como por ejemplo: Virgen Morena (formado por 109 integrantes), Almirante Brown (formado por 117 integrantes), Jesús de Nazareth (formado por 190 integrantes). 
Cabe recordar que la localidad de Ezpeleta, está comprendida desde la calle Dorrego, hasta la calle 7. por lo que, a raíz de que el municipio de Quilmes, en su oportunidad, a pedido del municipio de Berazategui, le cedió la franja que va desde la avenida Florencio Varela, hasta la calle Levalle (7), la ciudad de Ezpeleta es bipartita, ya que desde Dorrego hasta la  Av. Florencio Varela corresponde al partido de Quilmes, y desde la avenida Florencio Varela hasta la calle 7, corresponde al partido de Berazategui. 

### Población
Ezpeleta contaba en 2011 con 79,557 habitantes (Indec, 2011), distribuidos así: 53.191 en Ezpeleta Este y 26.366 en Ezpeleta Oeste. Es la tercera localidad del partido, con un 14% de su población. 
Al igual que el resto de la Argentina, Ezpeleta se pobló con las oleadas inmigratorias que llegaban al país en cada momento. Seguido al periodo de la posguerra los nuevos pobladores de estas tierras del sur fueron españoles e italianos. Cuando la corriente de inmigración a la Argentina cambió de Europa a Latinoamérica, los nuevos pobladores de Ezpeleta llegaron de Bolivia, Perú, Chile y Paraguay.
Recientemente los barrios de Ezpeleta se encuentran distribuidos por diferentes comunidades de los países Bolivia, Paraguay, Uruguay, entre otros. Mayormente hay ferias de colectividades (donde se muestran sus comidas, vestimentas, etc.) de las mismas costumbres de los países, hay más diversidad y oportunidades laborales en cuanto a todas las personas por igual. 
Las escuelas (como San Martín Rico) implementan la diversidad por medio de proyectos institucionales y información de la situación misma de los países. Actualmente esta misma escuela da la información en cuanto a la salud dirigida a los jóvenes. Las escuelas de Argentina poseen la Ley 1420 de educación común, laica, gratuita y obligatoria; por lo cual las escuelas aceptan jóvenes de otras nacionalidades.

## Parroquias de la Iglesia católica en Ezpeleta
| Diócesis   | Quilmes |
| ---------- | --- |
| Parroquias | Santa Teresita del Niño Jesús, Nuestra Señora de Czestochowa, Jesús de la Divina Misericordia, San Jorge, San Vito, María Madre de la Esperanza de los pobres |